# Nigerijský pidžin
Nigerijský pidžin (též nigerijská kreolština, Naijá, Pijin nebo Broken) je kreolský jazyk na bázi angličtiny, který slouží jako lingua franca v Nigérii. V Nigérii totiž žije více než 250 národů, z nichž každý mluví jiným jazykem. Jako úřední jazyk slouží angličtina, ale jako dorozumívací jazyk slouží častěji jednodušší nigerijský pidžin, který z angličtiny vychází.
Různé formy nigerijského pidžinu se v menší míře používají také v dalších afrických státech, jako Rovníková Guinea, Benin, Ghana nebo Kamerun.

## Popis
Nigerijský pidžin vychází z angličtiny, ale oproti angličtině je jednodušší a také převzal některá slova z portugalštiny a z místních domorodých jazyků, jako je jorubština nebo igboština. V každém regionu se pidžin liší, především podle toho, který domorodý jazyk ho v dané oblasti ovlivnil. V mnoha ohledech je nigerijský pidžin podobný kreolským jazykům z oblasti Karibiku.
Například Igbové běžně v nigerijském pidžinu používají slovo Nna (neformální označení kamaráda). Anglická věta Man, that test was very hard (v překladu Kámo, ten test byl fakt těžkej) se řekne v nigerijském pidžinu Nna mehn, that test hard no be small. Jorubové zase v nigeirjském pidžinu používají jorubská slova Ṣebi a Abi, které se používají na začátku nebo na konci vět. Anglická věta You are coming, right? (Už jdeš, že?) se řekne v nigerijském pidžinu Ṣebi you dey come? nebo You dey come abi?
Ačkoliv nigerijský pidžin používají v Nigérii miliony lidí, tak nebyl nijak uznán vládou jakou oficiální jazyk. V médiích a politice se používá nigerijská verze angličtiny. Od roku 2017 ale vysílá BBC také v nigerijském pidžinu. Existuje také verze Wikipedie v nigerijském pidžinu.

## Příklady

### Číslovky
| Nigerijský pidžin | Česky |
| one               | jeden |
| two               | dva   |
| three             | tři   |
| four              | čtyři |
| five              | pět   |
| six               | šest  |
| seven             | sedm  |
| eight             | osm   |
| nine              | devět |
| ten               | deset |

## Vzorový text
God love di pipol wey dey dis world
well-well, so e kon send di only pikin
wey e get to us, so dat anybody wey
bilive am, nor go die, but e go get life
wey nor dey end. God nor send en pikin
kom kondemn di pipol wey dey inside
di world, but make e kom save dem.

### Všeobecná deklarace lidských práv
| nigerijský pidžin | Everi human being, naim dem born free and dem de equal for dignity and di rights wey we get, as human beings, God come give us beta sense wey we de take tink well, well and beta mind, sake for dis, we must to treat each other like broda and sister. |
| česky             | Všichni lidé se rodí svobodní a sobě rovní co do důstojnosti a práv. Jsou nadáni rozumem a svědomím a mají spolu jednat v duchu bratrství. |